# Thành Vĩnh Long

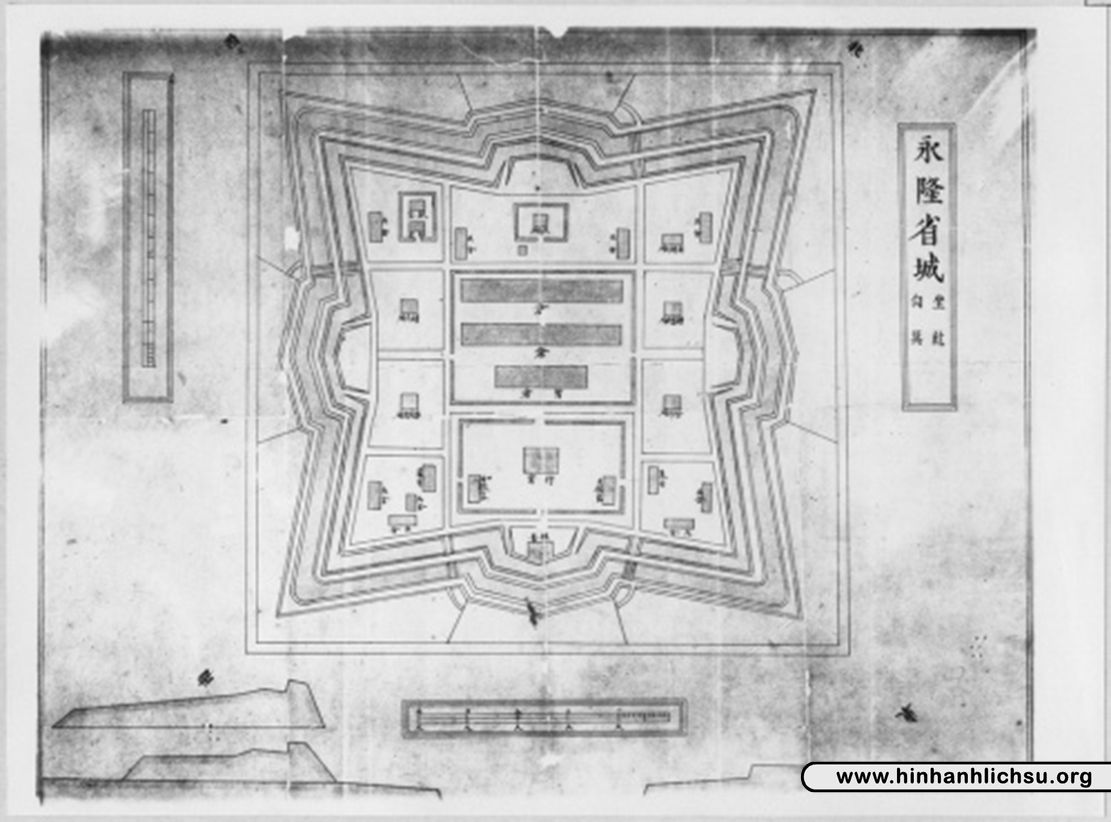
Bản vẽ thành Vĩnh Long

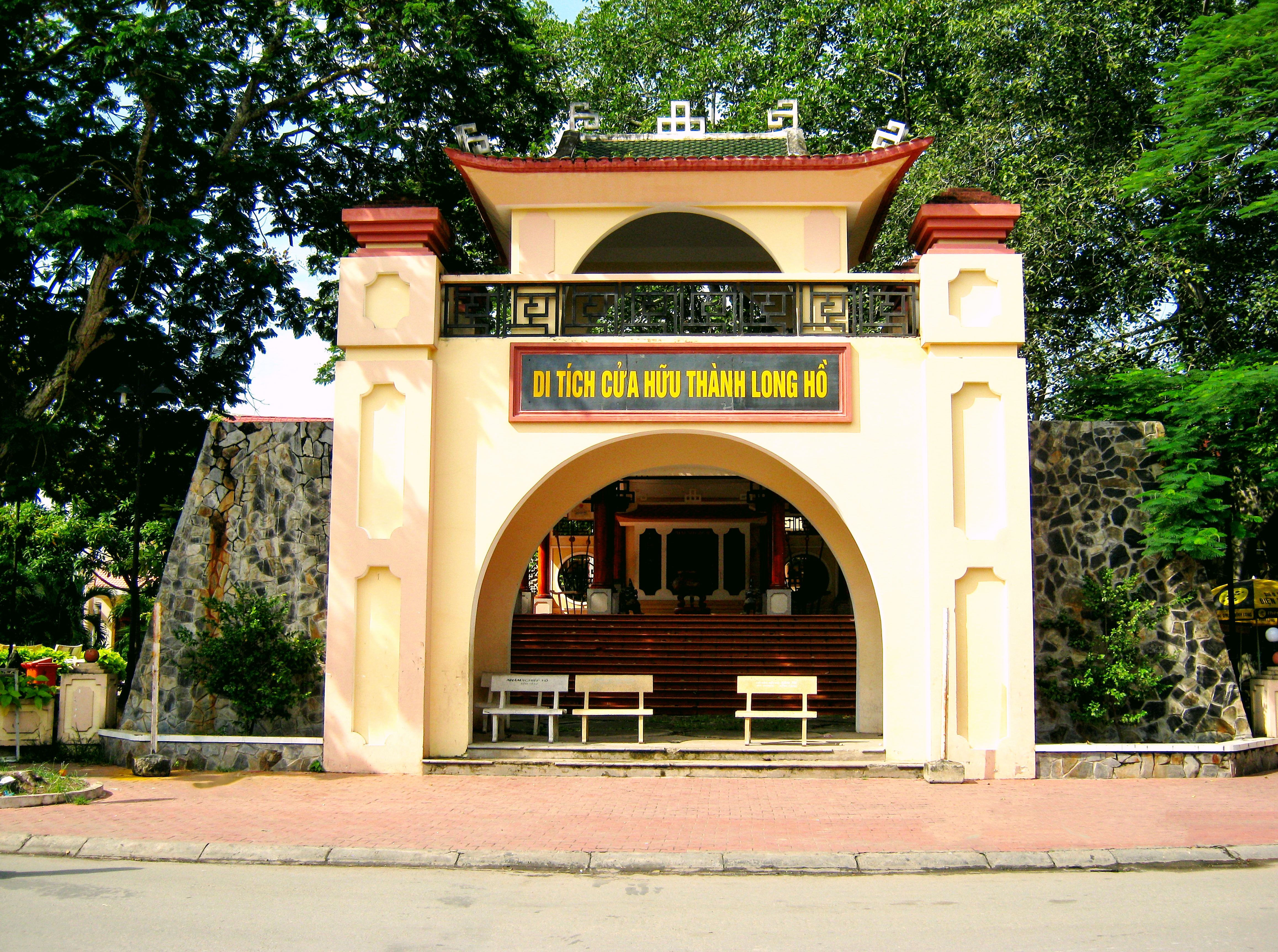
Cửa Hữu thành Long Hồ (phục dựng để kỷ niệm)

Thành Vĩnh Long hay thành Long Hồ ở Vĩnh Long, được xây dựng dưới triều Nguyễn, là thành trì và là trị sở chi phối về quân sự-kinh tế-văn hóa cả khu vực miền Tây Nam Kỳ thời bấy giờ. Tòa thành từng bị quân Pháp đánh phá hai lần: năm 1862 và 1867. Đến lần thứ hai thì toàn thể Nam Kỳ cũng dần mất hết về tay Pháp. Đây là nơi lưu dấu của vương triều chúa Nguyễn-nhà Nguyễn và cũng là nơi chứng kiến sự bất lực và cái chết của lão thần Phan Thanh Giản, vì đã không thể hoàn thành được trọng trách của mình.

## Vị trí
Thành Vĩnh Long xưa tọa lạc trên một gò đất cao (nay gần như đã phẳng) ở tại giao lộ 19 tháng 8 và đường Hoàng Thái Hiếu, thuộc phường 1, thành phố Vĩnh Long, tỉnh Vĩnh Long.

## Tổng quan
Thành trì của dinh Long Hồ thời chúa Nguyễn không có thông tin, vì sử sách không biên chép và cũng không còn lưu lại dấu tích gì.
Thành Vĩnh Long thời nhà Nguyễn, nhờ Trịnh Hoài Đức mà biết được như sau:
Ngày 22 tháng 2 niên hiệu Gia Long thứ 12 (Quý Dậu, 1813), đắp thành trì, dựng công thự trên đất hai ấp Bình An và Trường Xuân thuộc thôn Long Hồ (nay thuộc Phường 1, thành phố Vĩnh Long). Đây là vùng có dãy sông lớn ôm quanh, giữ thế quan yếu, đúng là phên giậu vững vàng của thành Gia Định, khống chế Cao Miên, hai con sông lớn (sông Tiền và sông Hậu) chẹn chỗ hiểm yếu, giao thông đường thủy hết sức tiện lợi, ruộng vườn cũng rất tốt tươi...
Theo các nhà nghiên cứu, thì người lãnh trọng trách xây thành là khâm mạng trấn thủ Lưu Phước Tường. Thành đắp bằng đất, kiểu Vauban (kiểu kiến trúc thành lũy Tây Âu ở thế kỷ 17-thế kỷ 18), cửa chính hướng Đông Nam, lưng quay hướng Tây Bắc.
Theo Đại Nam nhất thống chí, thì thành có chu vi 100 trượng, cao 1 trượng, dày 2 trượng 5 thước. Hào thành rộng 6 trượng, sâu 4 thước. Thành hình hoa mai, có 5 cây cầu bắc ngang qua hào nơi 5 cửa thành: cửa Đông (cửa Tiền), cửa Tây (cửa Hậu), cửa Bắc (cửa Tả), cửa Đông Nam (?) và cửa Tây Nam (cửa Hữu) . Trong thành, có hai con đường dọc, ba con đường ngang, có các công thự như: hành cung, nhà thừa ty, kho lương, trại lính...
Phía tả của thành là sông Long Hồ, phía hữu là rạch Ngư Câu (rạch Cái Cá), mặt sau có sông Cổ Chiên (một nhánh lớn của sông Tiền), mặt trước có đường Cừ Sâu (nay là rạch Cầu Lầu). Ở phía trái của tòa thành là nhà Sứ Quán, phía phải là chợ Vĩnh Thanh (tức chợ Vĩnh Long ngày nay). Ở góc nam của thành (chỗ tiếp giáp đường Cừ Sâu và sông Long Hồ) có xưởng Thủy sư (xưởng đóng tàu chiến). Bên kia Cầu Lầu có xóm Lò Rèn chuyên làm đồ binh khí cho quân lính. Ngoài ra ở quanh thành còn có đàn Xã Tắc, đàn Tiên Nông và miếu Văn Thánh...Để yểm trợ tòa thành này đồng thời để trấn giữ sông Cổ Chiên, viên trấn thủ còn cho dựng lên ở giữa Cầu Lầu một trạm gác (bốn phía có lỗ châu mai) và hai đồn nhỏ: một ở phía đông Bãi Tiên và một ở Vàm Tuần .
Nhìn chung, thành Vĩnh Long tuy không rộng nhưng được xây dựng kiên cố, bố phòng chặt chẽ, thuận tiện đường tiến thủ. 

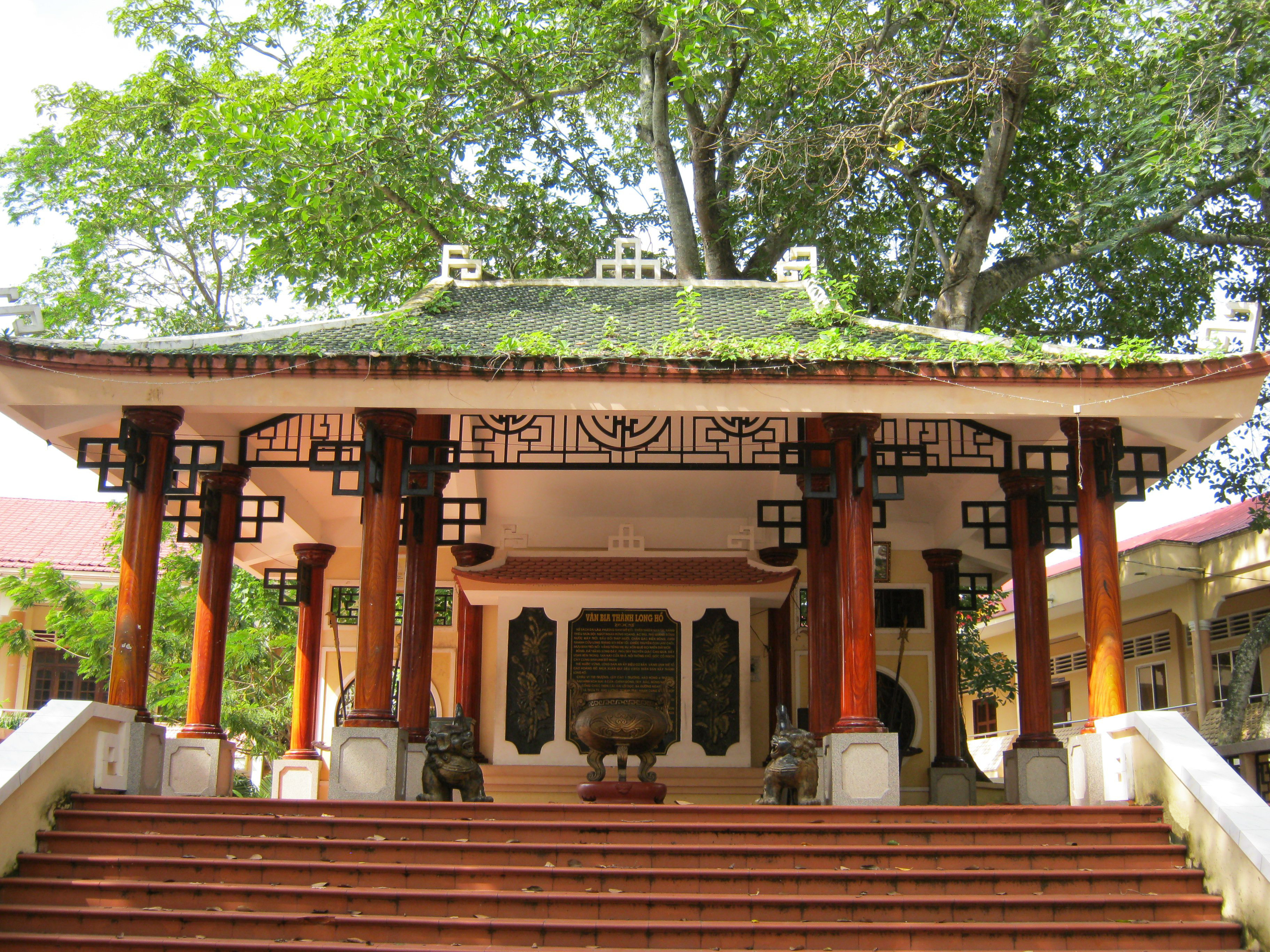
Nhà bia và cây da cửa Hữu.

Năm 1833, thành Vĩnh Long bị thất thủ vào tay quân nổi dậy của Lê Văn Khôi trong vòng 01 tháng (từ 14 tháng sáu âm (30/7/1833) đến ngày 17 tháng bẩy âm (31/8/1833)). Quân nghĩa dũng, do nguyên án sát Vĩnh Long là Doãn Uẩn chiêu tập, đã khôi phục tỉnh thành. Trong thời kỳ quân Pháp đánh chiếm Nam Kỳ, thành Vĩnh Long thất thủ hai lần: năm Nhâm Tuất (1862) và năm Đinh Mão (1867). Sau khi thành Vĩnh Long thất thủ lần thứ hai, quân Pháp đã phá tan tất cả đồn lũy và san bằng tòa thành, chỉ duy nhất còn lại một cây da và một ngôi miếu nhỏ ở cửa Hữu. Vào thập niên 50, cây da này bị lụi tàn. Sau đó, từ thân cây mẹ, mọc lên cây đa con và phát triển tươi tốt cho đến ngày nay.
Năm 2000, di tích Cây Da Cửa Hữu được xếp hạng di tích lịch sử-văn hóa. Trải qua thời gian dài, vì nhiều nguyên nhân, di tích đã bị xuống cấp nghiêm trọng. Sau khi phục dựng lại cửa Hữu cùng nhà bia, lễ khánh thành đã được tổ chức vào chiều 28 tháng 4 năm 2008.

## Thơ cảm hoài
Năm 1862, thành Vĩnh Long thất thủ lần đầu, tiếp theo là Hiệp ước Nhâm Tuất ra đời, danh sĩ Phan Văn Trị đã làm một bài thơ như sau:
Thất tỉnh Vĩnh Long
Tò te kèn thổi tiếng năm ba,
Nghe lọt vào tai, dạ xót xa.
Uốn khúc sông Rồng mù mịt khói,
Vắng hoe thành Phụng ủ sầu hoa.
Tan nhà cám nỗi câu ly hận,
Cắt đất thương thay cuộc giảng hòa
Gió bụi đòi cơn xiêu ngã cỏ,
Ngậm cười hết nói nỗi quan ta.

## Hình ảnh

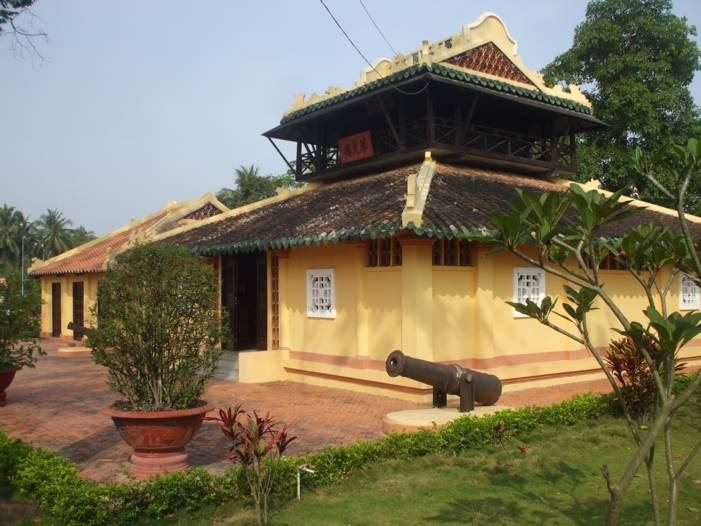
Súng thần công của thành Vĩnh Long xưa, đang được trưng bày trong khuôn viên Văn Thánh Miếu Vĩnh Long.
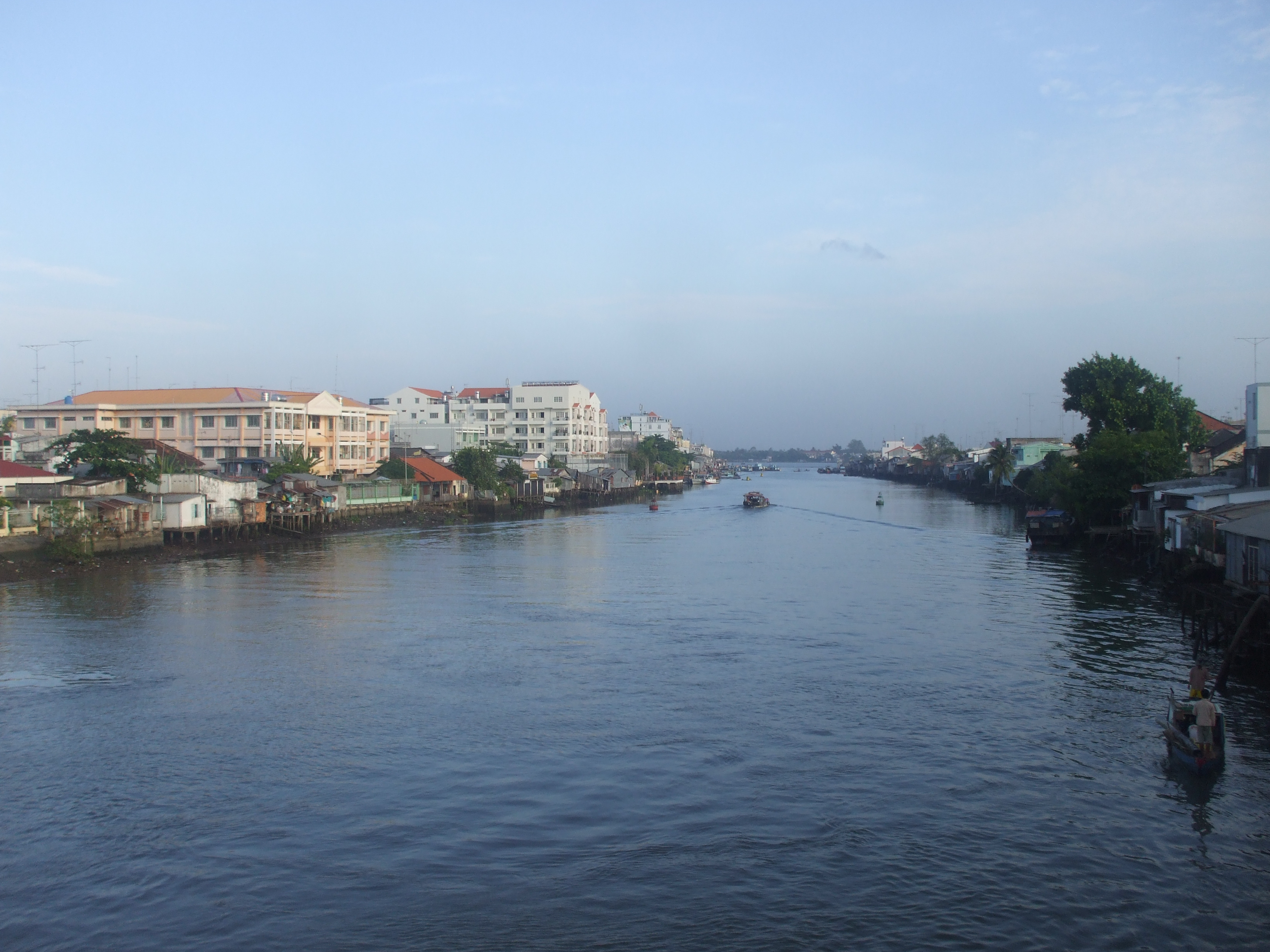
Sông Long Hồ, thế cho hào thành phía Bắc (phía tả) của thành Vĩnh Long xưa[4].
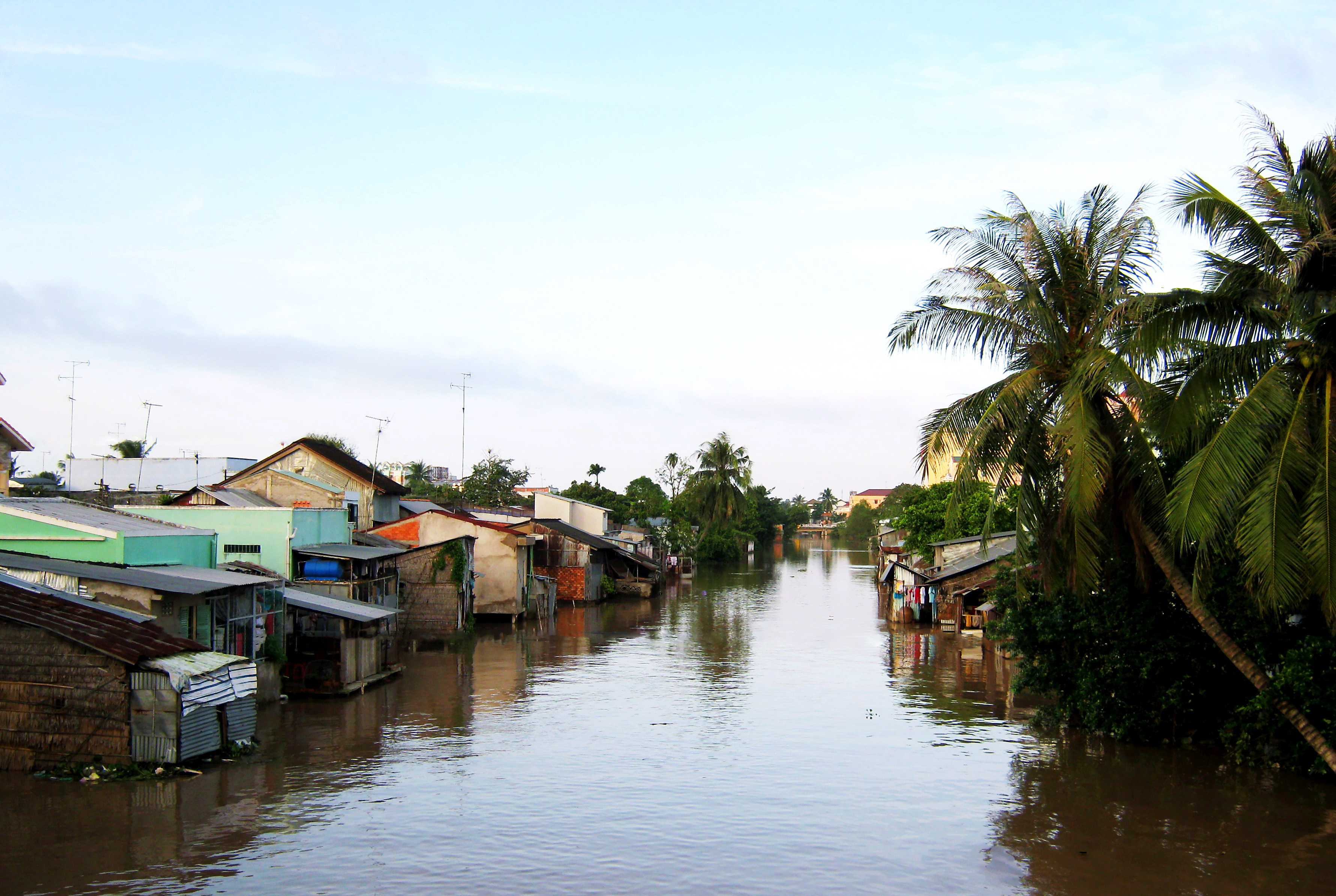
Rạch Cầu Lầu (ăn thông với sông Long Hồ), thế cho hào thành phía Đông (mặt trước), và là một thủy lộ để ra vào thành Vĩnh Long xưa [5].
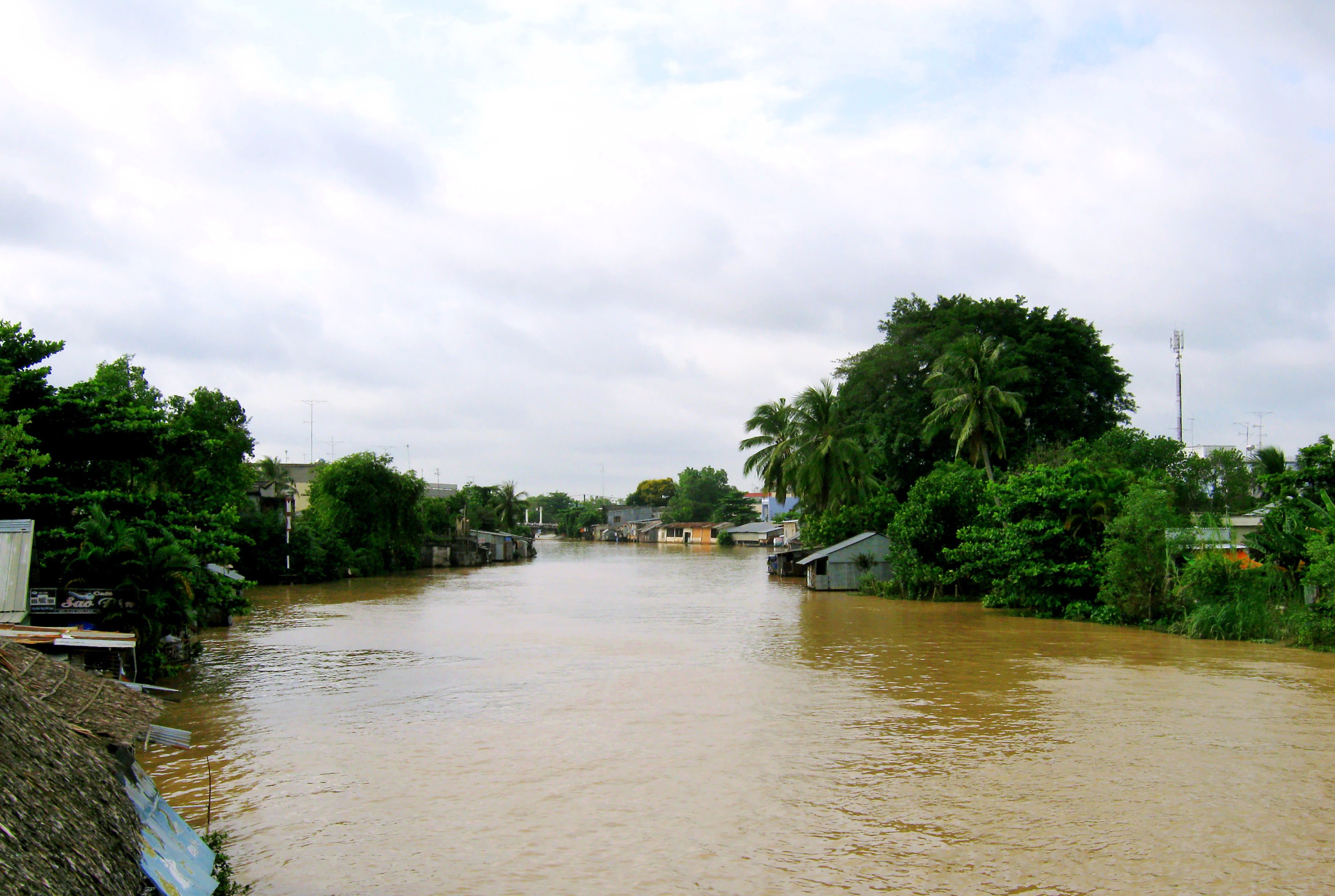
Rạch Cái Cá (ăn thông với sông Cổ Chiên), cũng là một thủy lộ để ra vào thành Vĩnh Long xưa.

## Sách tham khảo chính
- Huỳnh Minh, Vĩnh Long xưa. Nhà xuất bản Thanh Niên in lại năm 2002.